# Miss England I
Miss England I fue el nombre de la primera de una serie de lanchas rápidas utilizadas por Henry Segrave y Kaye Don para competir por el récord mundial de velocidad náutico en los años 1920 y 1930.

## Diseño y construcción
Miss England se construyó para Henry Segrave en 1928, en un intento por recuperar el Trofeo Harmsworth, conquistado por el estadounidense Garfield Wood. Su serie de barcos denominados Miss America, utilizaban múltiples motores aeronáuticos de alta potencia para establecer registros aparentemente insuperables. Segrave ya había usado múltiples motores aeronáuticos en su automóvil Sunbeam 1000HP para batir el récord de velocidad en tierra, pero la primera Miss England usó un solo motor Napier Lion, y se basó en el diseño avanzado de un casco de planeo.
El casco era de una construcción ligera avanzada, que algunos diseñadores, incluido Gar Wood, consideraron demasiado liviano y flexible. Wood hizo muchas contribuciones deportivas a su competidor, en particular compartiendo su experiencia en el diseño de hélices y timones: quería una carrera cerrada con un oponente digno.

## Trayectoria en las carreras
Miss England corrió con éxito contra Miss America VII de Gar Wood en Miami en 1929. Resultó una gira exitosa para Segrave, que también había logrado anteriormente el récord de velocidad en tierra con el Golden Arrow, y fue nombrado caballero a su regreso.
Estableció el récord de velocidad para barcos de un solo motor con una marca de 91 mph (146,5 kilómetros por hora). Sin embargo, el éxito en las carreras se debió más a la valiente conducción de Segrave y a algunos problemas mecánicos del Miss América, que al verdadero potencial del barco británico. De hecho, Miss England casi siempre fue superada por los barcos estadounidenses, mucho más rápidos y potentes.

## Preservación
Miss England I se ha conservado hasta hoy y se exhibe en el Museo de Ciencias de Londres.

## Imágenes
|  |  |  |

|  |  |  |